# Grundarfjörður (Fjord)
Der Grundarfjörður ist ein Fjord  im Westen Islands. An seinem Ufer liegt die gleichnamige Stadt und er ist ein Seitenfjord des Breiðafjörður.
Ihn begrenzen Halbinseln auf beiden Seiten. Im Westen liegt der auffallend kegelförmige vulkanische Berg Kirkjufell, noch etwa weiter westlich ragt die gebirgige Halbinsel mit dem Berg Stöðin in den Breiðafjörður und grenzt den Fjord Grundarfjörður gegen den größeren Fjord ab. 
Im Osten des Fjordes Grundarfjörður befindet sich eine weitere gebirgige Halbinsel genannt Framsveit.
Auf ihr liegt ein alter Zentralvulkan. Daher findet man auf der Halbinsel viel Rhyolith. 
Außerdem existieren auf der Halbinsel einige alte Höfe. Schon in der Zeit der Besiedelung Islands ließ sich der Wikinger Vestar in Framsveit nieder. Um ihn und seine Nachkommen geht es in der Isländersaga Eyrbyggja. In Setberg war lange Zeit der wichtigste und reichste Pfarrhof der Gegend.